# Лахох
Лахох (іноді Лахух) — страва сомалійської кухні, має вигляд бісквітоподібного хліба, що поширений в Джибуті, Сомалі та Ємені. Вона також популярна в Ізраїлі, де була поширена єменськими євреями, які іммігрували туди . В Ємені воно часто продається вуличними торговцями.
Лахох готують з тіста, що складається з борошна, з додаванням розпушувачів борошна, теплої води, дріжджів та дрібки солі. Суміш збивається руками, поки не стане м'якою і кремоподібною, після чого залишається, щоб дочекатися бродіння. Сорго є кращою рослиною для виготовлення борошна для лахоху. Існує солодкий різновид страви, а також ще один, який готується з яйцями.
Лахох традиційно випікається на металевій круглій печі під назвою дааво. У разі її відсутності страва також може запікатися на звичайній сковороді.
Типовий сомалійський сніданок є три шматки лахоху, які їдять разом з медом і топленим маслом, та чашка чаю. Під час обіду лахох іноді споживається з карі, супом або тушкованим м'ясом.